# Manuel de Seabra
Manuel de Seabra (Lisboa, 7 de juliol de 1932 - Barcelona, 22 de maig de 2017) fou un escriptor, periodista i traductor portuguès i català. Escrigué en portuguès, català i esperanto. Es va especialitzar en la traducció al portuguès d'obres significatives de la literatura catalana, cosa que n'ha facilitat el coneixement a Portugal. Va traduir llibres de Fèlix Cucurull i Tey, Pere Calders, Salvador Espriu i Víctor Mora Pujadas, i va publicar antologies de contistes i poetes catalans (Os Melhores contos catalâes, 1950). També va traduir obres de l'anglès, castellà, esperanto, francès, portuguès i rus al català.
Va viure a Londres, on va fer de locutor de la BBC. Va viure intermitentment a Barcelona des de 1954, i a Lisboa, on fou corresponsal de l'Avui. També va escriure obres de ficció i traduccions de l'obra poètica de Mao Zedong i de Vladímir Maiakovski, novel·les de Mikhaïl Bulgàkov i Jorge Amado. El 1999 fou elegit president de l'Associació Col·legial d'Escriptors de Catalunya i va ser membre del PEN català. El 2001 va rebre la Creu de Sant Jordi.
La seva obra ha estat traduïda, en part per ell mateix, al català, esperanto, portuguès, rus, xinès i ucraïnès, entre altres idiomes.

## Obres

### En portuguès
- Eu e o diabo (1950)
- Cântico necessário (1954)
- Terra de ninguém (1959)
- O retrato esboçado (1960)
- O fogo sagrado (1961)
- Os sobreviventes (1965)
- 85 poemas realistas (1974)
- Os rios sem nome (1982)
- A literatura indo-portuguesa (1971), amb Vimala Devi
- Os exércitos de Paluzie (1982)
- Conheces Blaise Cendrars (1984)
- Promessa às escuras (1994)
- O dia em que Jesus traiu Judas (1996), traduït del català (?)
- A reforma dos cavalos (1998)
- Bar-Mitzvah (2001)
- Odiai-vos uns aos outros (2003)

### En català
Les següents obres van ser escrites en català, o originalment en portuguès i després traduïdes o versionades al català pel mateix autor:
- Els exèrcits de Paluzie (1982)
- Coneixes Blaise Cendrars? (1984)
- Paisatge amb figures (1986)
- Fer senyors a la Plaça Roja (1986)
- El dia que Jesús va trair Judes (1995)
- Odieu-vos els uns als altres (2004)

Diccionaris:
- Diccionari portuguès-català (1985), amb Vimala Devi
- Diccionari català-portuguès (1989), amb Vimala Devi
- Diccionari de l'esport Català-Castellà/Castellà-Català, amb Enric Bañeres i Ester Bonet. Enciclopèdia catalana, 1989.

### En esperanto
Les següents obres van ser escrites originalment en esperanto, o en català o portuguès i traduïdes o versionades en esperanto pel mateix autor: 
- Antologio de portugalaj rakontoj (redactor) (1959)
- La armeoj de Paluzie (1996)
- Promeso en obskuro (1997)
- La tago kiam Jesuo perfidis Judason (2001)
- Ĉu vi konas Blaise Cendrars? (2007)

També ha traduït del portuguès a l'esperanto:
- Vimala Devi: Musono (Monção) (2000).

## Traduccions fetes per l'autor
A part d'algunes de les obres de dalt, l'autor també ha traduït del rus i de l'anglès, entre altres idiomes. Heus ací una petita aproximació.

### Del rus
- Vladímir Maiakovski: 4 poemes. Traduït del rus amb Joaquím Horta i Massanés. Barcelona: L'Aixernador, 1990.
- Vladímir Maiakovski: Poema a Vladímir Ílitx Lenin. Traduït del rus amb Joaquím Horta i Massanés. Barcelona: Galba, 1978.
- Vladímir Maiakovski: Poesia [Polnòe sobrànie sotxinènii v trínadtsati tomàkh]. Traduït del rus amb Joaquím Horta i Massanés. 4 volums. Barcelona: Laia, 1981-1983.
- Vladímir Maiakovski: Sobre teatre. Traduït del rus amb Joaquím Horta i Massanés. Barcelona: Institut del Teatre de la Diputació de Barcelona, 1990.
- Vladímir Maiakovski: Teatre. Traduït del rus amb Joaquím Horta i Massanés. 3 volums. Barcelona: Edicions 62, 1984-1989.
- Mikhaïl Bulgàkov: El Mestre i Margarida. Barcelona: Edicions de la Magrana, 1998.

### De l'anglès
- Frank Herbert: Duna (Dune, 1965). Alella: Edicions Pleniluni, 1989. 2a edició, Barcelona: Grup del llibre, any?